# Melas (Kastoria)
Melas (griechisch Μελάς (m. sg.) bulgarisch und mazedonisch Статица Statista) ist der nördlichste Ort der Gemeinde Kastoria in der nordgriechischen Region Westmakedonien. Gemeinsam mit dem Weiler Ano Melas bildet es die Ortsgemeinschaft Melas. Das Dorf mit dem ehemals bulgarischen Namen Statista wurde 1927 nach Pavlos Melas benannt, der hier 1904 während des Kampfes um Makedonien getötet wurde.

## Lage
Die Ortsgemeinschaft Melas liegt im äußersten Norden der Gemeinde Kastoria. Das nach Süden ausgerichtete Tal des Makrochoriou Potamos wird im Osten und Norden zur Gemeinde Florina von den Verno-Bergen und nach Westen zur Gemeinde Prespes von einem parallel zum Triklario-Massiv verlaufenden Höhenzug natürlich begrenzt. Der Makrochoriou Potamos ist ein Quellbach des Ladopotamos, der westlich des Kastoria-Sees in den Aliakmonas mündet.

## Geschichte
Über das abgelegene Dorf existieren vom Ende des 19. Jahrhunderts nur spärliche Aufzeichnungen. Angaben zur Bevölkerung aus dem beginnenden 20. Jahrhundert sind widersprüchlich, je nach Quelle wird sie als christlich, bulgarisch oder orthodox, griechisch angeführt.
Der französische Geograph Alexandre Synvet gibt für Statitcha 900 Einwohner an. Nach den 1886 veröffentlichten Reisenotizen des griechischen Offiziers und Ingenieurs Nikolaos Schinas bestand Statista aus drei Ortsteilen, war von 600 Menschen bewohnt und hatte eine Kirche, einen Brunnen und eine Herberge. Die Franzisco-Josephinische Landesaufnahme verzeichnet die beiden Ortsteile Gorna und Dolna Statica.
Ab 1904 wurde von bulgarischen und griechischen Guerillagruppen der bewaffnete Konflikt um Makedonien, das offiziell zum Osmanischen Reich gehörte, ausgetragen. Nachdem der Offizier Pavlos Melas zum Führer der Partisanengruppen in Makedonien ernannt worden war und mit seiner Gruppe die türkisch-griechische Grenze überschritten hatte, wurden sie in Statista von einer türkischen Einheit gestellt und Melas am 13. Oktoberjul. / 26. Oktober 1904greg. tödlich verletzt.
Bis Ende der 1920er-Jahre wanderten viele Dorfbewohner in die USA aus. Gegenüber den US-Behörden gaben sie an, ethnische Mazedonier zu sein. Von den Sicherheitsbehörden wurden sie als antigriechisch oder mit nicht eindeutiger Gesinnung eingestuft. Nach griechischen Behördenangaben war die Dorfbevölkerung 1932 fremdsprachig und 1945 slawischsprachig. Während des Griechischen Bürgerkriegs verloren 53 Bewohner ihr Leben, zum Ende des Bürgerkriegs 1948 und 1949 verließen über 300 Menschen die beiden Dörfer mehrheitlich nach Jugoslawien aber auch in andere Staaten Osteuropas.
Als Folge der Balkankriege wurden Teile Makedoniens an Griechenland angeschlossen. Die Landgemeinde Statista (Κοινότητα Στατίστης Kinótita Statístis) wurde 1918 gegründet und 1927 in Erinnerung an Pavlos Melas vom bulgarischen Namen Statista in Melas (Κοινότητα Μελά Kinótita Melá) umbenannt. Der Ortsteil Ano Melas wurde 1940 als Siedlung der Landgemeinde anerkannt.
Melas wurde anlässlich der Gemeindereform 1997 mit weiteren sechs Landgemeinden zur Gemeinde Korestia zusammengeschlossen, diese ging nach der Verwaltungsreform 2010 in der Gemeinde Kastoria auf, wo Melas seither den Status einer Ortsgemeinschaft hat.
Einwohnerentwicklung von Melas
| Name      | 1920 | 1928 | 1940 | 1951 | 1961 | 1971 | 1981 | 1991 | 2001 | 2011 |
| --------- | ---- | ---- | ---- | ---- | ---- | ---- | ---- | ---- | ---- | ---- |
| Melas     | 550  | 564  | 495  | 238  | 221  | 137  | 114  | 97   | 96   | 88   |
| Ano Melas |      |      | 198  | 91   | 82   | 50   | 53   | 50   | 47   | 30   |
| Gesamt    | 550  | 564  | 693  | 329  | 303  | 187  | 167  | 147  | 143  | 118  |